# Nunzio Gallo
Nunzio Gallo (n. 25 martie 1928, Napoli, Italia – d. 22 februarie 2008, Telese Terme, Campania, Italia) a fost un cântăreț italian.